# Dave Manson
Dave Manson (ur. 27 stycznia 1967 w Prince Albert w Kanadzie) – kanadyjski były zawodowy hokeista na lodzie.

## Kariera zawodnicza
W latach 1986–2002 występował w lidze NHL na pozycji obrońcy. Wybrany z numerem (11) w pierwszej rundzie draftu NHL w 1985 roku przez Chicago Blackhawks. Grał w drużynach: Chicago Blackhawks, Edmonton Oilers, Winnipeg Jets, Phoenix Coyotes, Montreal Canadiens, Dallas Stars oraz Toronto Maple Leafs.
W sezonach zasadniczych NHL rozegrał łącznie 1103 spotkania, w których strzelił 102 bramki oraz zaliczył 288 asyst. W klasyfikacji kanadyjskiej zdobył więc razem 390 punktów. 2792 minuty spędził na ławce kar. W play-offach NHL brał udział 11-krotnie. Rozegrał w nich łącznie 112 spotkań, w których strzelił 7 bramek oraz zaliczył 24 asysty, co w klasyfikacji kanadyjskiej daje razem – 31 punktów. 343 minuty spędził na ławce kar.